# ليكويد سنيك
ليكويد سنيك (بالإنجليزية: Liquid Snake)‏ هو شخصية خيالية من إنتاج كونامي تظهر بشكل مستمر في سلسلة ميتال جير . ليكويد سنيك هو شقيق سوليد سنيك وبيج بوس ولد في المملكة المتحدة وعاش فيها . ويشتهر ليكويد بكره الشديد لاخيه سوليد سنيك .ليكويد يمتز بشخصية شريرة وغامضة وحب الانتقام ويطمح إلى بناء دولة خاصة بالمرتزقة

## سيرته
اسنتخ ليكويد من مشروع الطفل المرعب من جينات البيغ بوس الذي انتج 8 نسخ مات منهم خمسة وباقي منهم ثلاثة فتم تفريقهم فارسل ليكويد إلى بريطانيا وسوليد سنيك إلى أمريكا وسوليدوس إلى أفريقيا.اكمل ليكويد دراسته ودخل لقوات الجوية الخاصة البريطانية وشارك في حرب الخليج وتعلم عدة امور هناك منها اللغة العربية والصيد وثم عاش بقية حياته في بريطانيا حتى تم إستدعائه من قبل حكومة الولايات المتحدة الأمريكية ليصبح رئيس وحده الفوكس هاوند (قوة خاصة) فوافق وكون فرقة جديده في الوحدة فكان هذا بدايه عهد جديد في الفوكس هاوند ادى لتطورها حتى جاء ريفولفير اوسيلوت وقال له عن ولادته التي نتجت عن مشروع وبأن الجنود الذين معه يحتاجون لجينات البيغ بوس فغضب ليكويد فقام مع مجموعته باقتحام قاعدة جزيرة الشادو في ألاسكا واعلنو تمردهم على حكومة الولايات المتحدة.و بعد معرفة الولايات المتحدة بخبر اقتحام قاعده جزيرة الشادو احكم ليكويد سيطرته على القاعدة فأرسلوا مطالبهم للولايات المتحدة وهي 5 مليارات دولار وجثة البيغ بوس ارسلت الحكومة الأمريكية سوليد سنيك ليقتحم القاعدة ويقضي على المجموعة .

## الاستقبال
دخلت شخصية ليكويد في عام 1999 ضمن قائمة موقع جيم سبوت السنوية للشخصيات الشريرة  واحتلت المركز 53 في عام 2011 ضمن قائمة الاشرار في موقع آي جي إن